# بوغونيا (فلم)
بوغونيا (بالإنجليزية: Bugonia) هو فيلم خيال علمي كوميدي من إخراج يورغوس لانثيموس وسيناريو ويل تريسي. وهو إعادة إنتاج باللغة الإنجليزية للفيلم الكوري الجنوبي «أنقذوا الكوكب الأخضر!» (2003) للمخرج جانغ جون هوان. الفيلم من بطولة إيما ستون وجيسي بليمونز.
عُرض الفيلم أول مرة في الولايات المتحدة وكندا في 24 أكتوبر 2025.

## القصة
يقوم شابان مهووسان بنظريات المؤامرة باختطاف الرئيسة التنفيذية القوية لإحدى الشركات الكبرى، مقتنعين بأنها كائن فضائي عازم على تدمير كوكب الأرض.

## الممثلون
- جيسي بليمونز في دور تيدي، مربي النحل المؤمن بنظريات المؤامرة
- إيما ستون في دور ميشيل، الرئيسة التنفيذية لشركة أدوية كبرى
- أيدان ديلبيس
- ستافروس هالكياس
- أليسيا سيلفرستون

## الإنتاج
بدأ تطوير نسخة جديدة باللغة الإنجليزية من الفيلم الكوري الجنوبي «أنقذوا الكوكب الأخضر!» للمخرج جانغ جون هوان في عام 2020 مع قيام ويل تريسي بتكييف السيناريو، وإشراك جانغ لإخراج النسخة الجديدة. تم التعاقد مع آري أستر لإنتاج الفيلم وكان له دور فعال في توظيف تريسي وقرار تغيير جنس الشخصية الرئيسية من رجل إلى امرأة.
في فبراير 2024، أُعلن أن يورغوس لانثيموس سيخرج النسخة الجديدة بدلاً من جانغ، وانضمام شركة إليمنت بيكتشرز إلى فريق الإنتاج. كانت إيما ستون أيضًا في محادثات لتولي دور البطولة في الفيلم، مما يجعله تعاونها الرابع مع لانثيموس. انضم جيسي بليمونز رسميًا إلى فريق التمثيل مع إعادة تسميته الفيلم إلى «بوغونيا» ونقله إلى سوق كان السينمائي في مايو. في أكتوبر، انضمت أليشيا سيلفرستون إلى فريق التمثيل. في مايو 2025، أُعلن عن انظمام أيدان ديلبيس وستافروس هالكياس إلى فريق التمثيل أيضًا.

### التصوير
بدأ التصوير الرئيسي في يوليو 2024 في هاي ويكومب بإنجلترا. قام المصور السينمائي الأيرلندي روبي رايان بتصوير المشروع على شريط فلم 35 ملم بكاميرات فيستافيجن، مسجلاً بذلك تعاونه الرابع مع لانثيموس. أراد المخرج تصوير المشاهد النهائية لفيلم بوغونيا في أكروبوليس أثينا، لكن المجلس الأثري المركزي في اليونان رفض طلبه. تم اختيار شاطئ ساراكينيكو في جزيرة ميلوس اليونانية كموقع بديل، مع إجراء التصوير في مايو 2025.

## الاصدار
في سوق أفلام مهرجان كان في مايو 2024، احتفظت شركة CJ ENM بحقوق التوزيع داخل كوريا الجنوبية، وحصلت شركة فوكس فيتشرز على حقوق التوزيع العالمية خارج كوريا الجنوبية، مع قيام الشركة الأم يونيفرسال بيكتشرز بتوزيع الفيلم دوليًا نيابة عنها. من المقرر عرض الفيلم بشكل محدود في الولايات المتحدة في 24 أكتوبر 2025، قبل عرضه على نطاق واسع في 31 أكتوبر. كان من المقرر سابقًا عرضه في 7 نوفمبر 2025.

## روابط خارجية
- بوغونيا على موقع IMDb (الإنجليزية)
- بوغونيا على موقع ميتاكريتيك (الإنجليزية)
- بوغونيا على موقع روتن توميتوز (الإنجليزية)
- بوغونيا على موقع ألو سيني (الفرنسية)
- بوغونيا على موقع أول موفي (الإنجليزية)
- بوغونيا على موقع فيلمافينيتي (الإسبانية)
- بوغونيا على موقع قاعدة بيانات الفيلم (الإنجليزية)
- بوغونيا على موقع ليتربوكسد (الإنجليزية)